# Anthopterus molaui
Anthopterus molaui är en ljungväxtart som först beskrevs av Luteyn, och fick sitt nu gällande namn av J. L. Luteyn. Anthopterus molaui ingår i släktet Anthopterus och familjen ljungväxter. Inga underarter finns listade i Catalogue of Life.